# Herbert Koziol
Herbert Koziol (geboren 5. Oktober 1903 in Wien, Österreich-Ungarn; gestorben 31. Dezember 1986 in Igls) war ein österreichischer Anglist.

## Leben
Herbert Koziol studierte an der Universität Wien Germanistik und Anglistik (Dr. phil. 1926). Ab 1927 war er im Schuldienst, er habilitierte sich 1932. Im selben Jahr wurde er Mitglied im NSLB in Österreich und war damit illegaler Nationalsozialist. Er beantragte am 22. Juni 1938 die Aufnahme in die NSDAP und wurde rückwirkend zum 1. Mai desselben Jahres aufgenommen (Mitgliedsnummer 6.133.201). Koziol wurde 1938 an die Albert-Ludwigs-Universität Freiburg berufen und war ab 1942 bis Kriegsende Frontsoldat.
1944 wurde er Professor an der Universität Graz, kriegsbedingt nahm er seine Tätigkeit erst nach 1945 auf. 1961 wurde er Ordinarius für englische Philologie an der Universität Wien.
Der Jurist Helmut Koziol ist sein Sohn.

## Schriften (Auswahl)
- Handbuch der englischen Wortbildungslehre. Heidelberg 1937. 2. Aufl. 1972. ISBN 9783533022176
- Historische Grammatik der englischen Sprache von Karl Luick. Hrsg. von Friedrich Wild und Herbert Koziol. 2 Bände. 2., überarbeitete Aufl. Stuttgart, 1964.
- Zahlen in englischen Versdichtungen. Wien 1973, ISBN 3-7001-0050-7.
- Zum englischen Einfluss auf den deutschen Wortschatz in den Jahrzehnten um 1800. Wien 1974, ISBN 3-7001-0074-4.
- Elemente englischer Sprachkunst. Wien 1976, ISBN 3-7003-0141-3.
- Grundzüge der Geschichte der englischen Sprache. Darmstadt 1984, ISBN 3-534-04449-5.